# Наяда (спътник)
Вижте пояснителната страница за други значения на Наяда.
Наяда е естествен спътник на Нептун. Носи името на Наядите от древногръцката митология. Като алтернатива се употребява и името Нептун 3.

## Откриване
Спътникът е открит през септември 1989 г. на снимки заснети от Вояджър 2. Дадено му е предварителното означение S/1989 N 6. Откритието е оповестено на 29 септември 1989 г., а името на спътника е дадено на 16 септември 1991 г.

## Физически и орбитални характеристики
Наяда има неправилна форма, без следи от геологична активност.
Тя се намира на около 23 500 km над най-високите облаци на Нептун. Поради под-стационарната орбита, орбиталният радиус на спътника бавно намалява поради приливните сили на Нептун и в далечното бъдеще той ще се разпръсне във формата на планетарен пръстен или ще бъде погълнат от атмосферата на планетата.

## Изследване
След преминаването на Вояджър 2, Нептуновата система е широко изследвана чрез наземни обсерватории и телескопа Хъбъл. В периода 2002 — 2003 г. телескопът Кек наблядава системата с помощта на адаптивна оптика и лесно засича големите четири вътрешни спътника. Таласа е открита при обработката на снимките, но не и Наяда. Хъбъл има способността да открие всички известни сътници и вероятни нови спътници, дори и по-магляви от тези открити от Вояджър 2. На 8 октомври 2013 г. института SETI обявява, че Наяда е била открита в архивни снимки от 2004 г. направени от Хъбъл. Подозрението, че изгубването на позицията ѝ е поради значителни грешки в ефемеридата на Наяда се окзават верни след като спътника е засечен на 80 градуса от очакваната позция.